# Mystic society

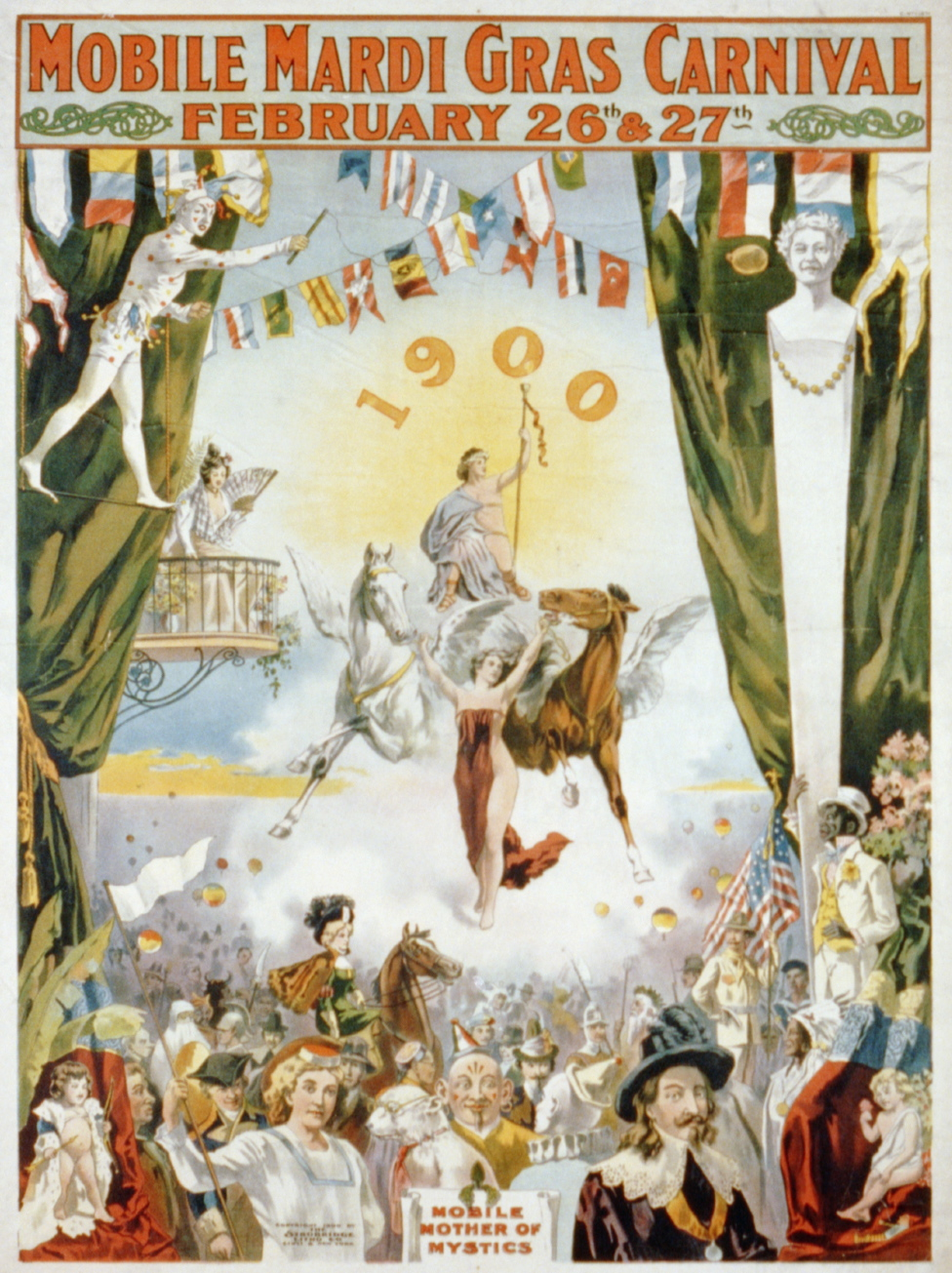
Une affiche du carnaval de Mobile de 1900.

Une mystic society est une société festive et carnavalesque apparentée à mardi gras et aux célébrations des carnavals de Mobile dans l'Alabama. Les mystic societies sont l'équivalent des krewe de La Nouvelle-Orléans. Elles s'occupent de l'organisation des parades à travers la ville pendant la saison du carnaval et ont la particularité de garder secrète l'identité de leurs membres. Les mystic societies organisent également des bals masqués.
L'histoire des mystic societies débute en 1830 lorsque la Cowbellion de Rakin Society célèbre le carnaval par un défilé. À l'époque, Michael Krafft, un planteur de coton originaire de Pennsylvanie, à l'idée d'organiser un défilé avec des râteaux, des houes et des cloches de vaches. Dès 1840, les Cowbellians introduisent des chars conduits par des chevaux dans un défilé intitulé Heathen Gods and Goddesses. En 1843 est fondée la Striker's Independent Society encore existante aujourd'hui. En 1856, six hommes d'affaires s'inspirent des mystic societies pour fonder, à La Nouvelle-Orléans, la première krewe : la Mistick Krewe of Comus. Il y a actuellement plus de quarante mystic societies à Mobile. 